# 北白站
北白站是一个北同蒲线上的铁路车站，位于山西省太原市阳曲县北白村，建于1962年，目前为五等站，邮政编码为030106。目前客运：办理旅客乘降；不办理行李、包裹托运；不办理货运营业。